# Fort-de-France
Fort-de-France (výslovnost fór-d-frans) je obec a zároveň hlavní město Martiniku, ostrova Malých Antil, který je zámořským departementem (tzv. DOM – departement d'outre-mer) Francie.  V roce 2016 žilo ve městě 75 165 obyvatel a v celém departementu 132 980.

## Dějiny města

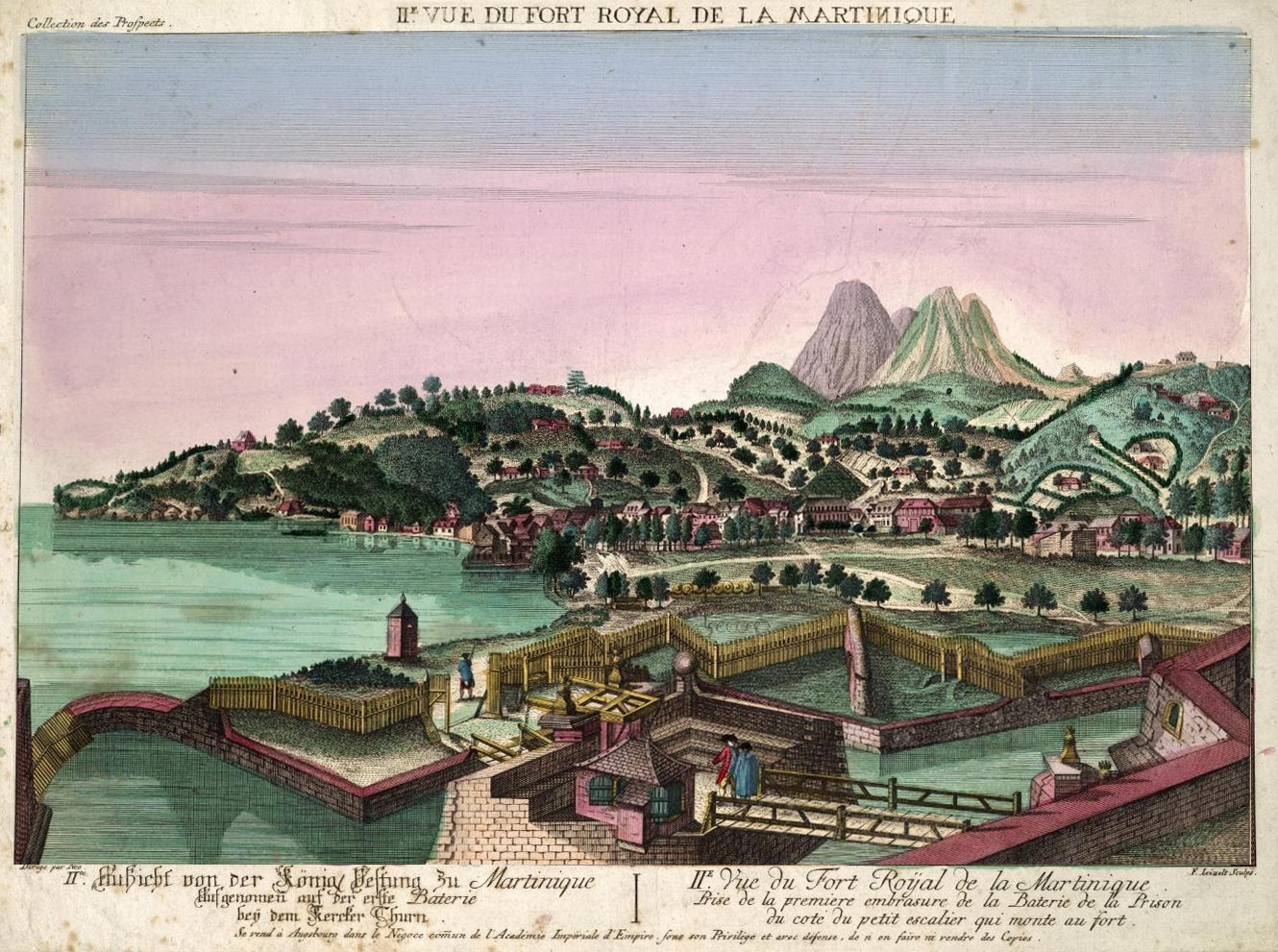
Pohled na přístav a pevnost v roce 1750

Osadu v zátoce moře a v předhůří masivu Pitons du Carbet asi 10 km jižně od nejbližší sopky založili místní obyvatelé, zvaní Karibové (Caraibové). Zatímco Karibové sídlili na atlantické straně pobřeží a na jihu ostrova, francouzští kolonisté se v roce 1635 usadili na východním pobřeží Karibiku, kde založili pevnost Saint-Pierre při ústí řeky Roxelane. Holandští, angličtí i francouzští kolonisté se brzy začali zajímat o strategické místo při vstupu do největší zátoky na ostrově. Místo se snadno bránilo a bylo dobře chráněno před bouřemi. Navzdory nezdravému klimatu močálů s velkým nebezpečím malárie byla na místě současného centra města založena první rezidence, v jejímž čele stál guvernér Jacques Dyel du Parquet, synovec zákonodárce Pierra Belaina d'Esnambuc, který si zde zřídil své sídlo v roce 1639. 

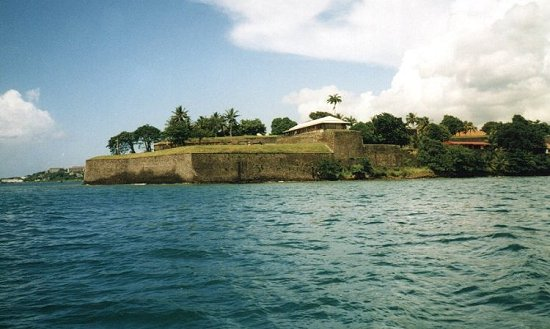
Pevnost Fort-Saint-Louis v současnosti

První pevnost zde 3. října 1669 založil guvernér Jean-Charles de Baas, měla palisádový val a jmenovala se  Fort-Royal.  Začaly práce na vyčištění močálů a roku 1671 ministr financí Jean-Baptiste Colbert schválil plán budoucího města na čtvercovém pozemku o velikosti 42 hektarů se šachovnicovou sítí ulic, který tvoří městské jádro současného dolního města. Rozvoj města trval ještě století a vyžadoval četné hydraulické stavby.
Rok 1674 poznamenala bitva u Fort-Saint-Louis, v níž byla mocná nizozemská eskadra admirála de Ruytera  při pokusu o dobytí města poražena a francouzské Antily připojeny k francouzské koruně.
V listopadu 1677 přijel hrabě z Blénac na Martinik, aby nahradil zemřelého guvernéra Baase a dokončil výstavbu města, jeho pevnosti a zapsal se do historie jako zakladatel města. V roce 1692 dosáhl přenesení sídla vlády a guvernérova paláce z do té doby nejdůležitějšího hospodářského i kulturního centra Martiniku, města Saint-Pierre do Fort-Royal, čímž se nové město stalo správním hlavním městem Martiniku. Z názvu pevnosti je odvozeno jméno města, Fort-de-France, jež znamená doslova „francouzská pevnost“.

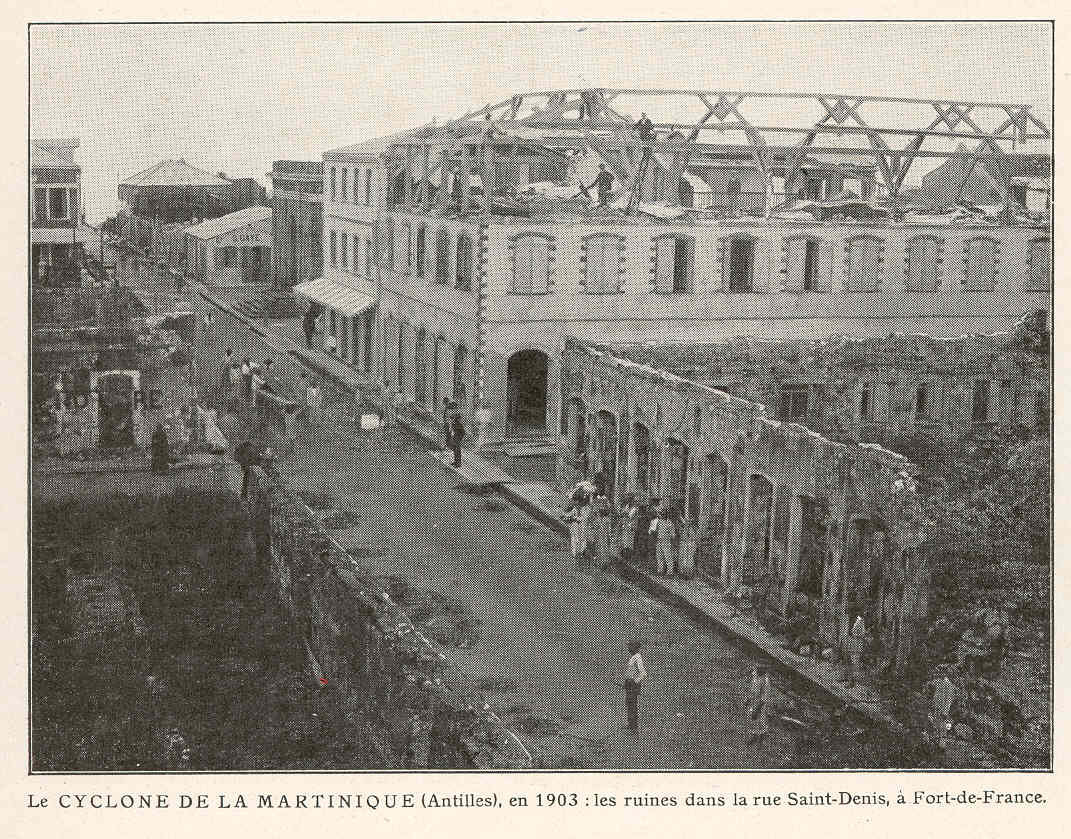
Domy na Rue Saint-Denis zničené cyklónem v roce 1903

Roku 1902 výbuch sopky Montagne Pelée doslova vymazal Saint-Pierre z mapy i s jeho obyvateli. Po této události počet obyvatel Fort-de-France prudce narostl a v poměrně krátké době byly vystavěny celé nové čtvrti.
Od roku 1946, kdy Martinik získal status zámořského departementu Francie, je Fort-de-France jeho hlavním administrativním centrem a sídlí v něm všechny důležité instituce (sídlo departementu, prefektura, arcibiskupství, soud, vojenský štáb pro oblast Francouzských Antil a Francouzské Guyany ad.).
Současná populace města tvoří čtvrtinu obyvatel ostrova.

## Ekonomika
Fort-de-France byl tradičním centrem produkce plantáží a distribuce jejich plodin. Stal se také významným přístavem, objemem kontejnerů je mezi francouzskými námořními přístavy na 5. místě.

## Doprava
Město má mezinárodní letiště v sousedním městě Le Lamentin. S mnoha městy Karibiku je spojeno námořní lodní dopravou. Městskou, příměstskou i dálkovou dopravu na ostrově zajišťují autobusy.

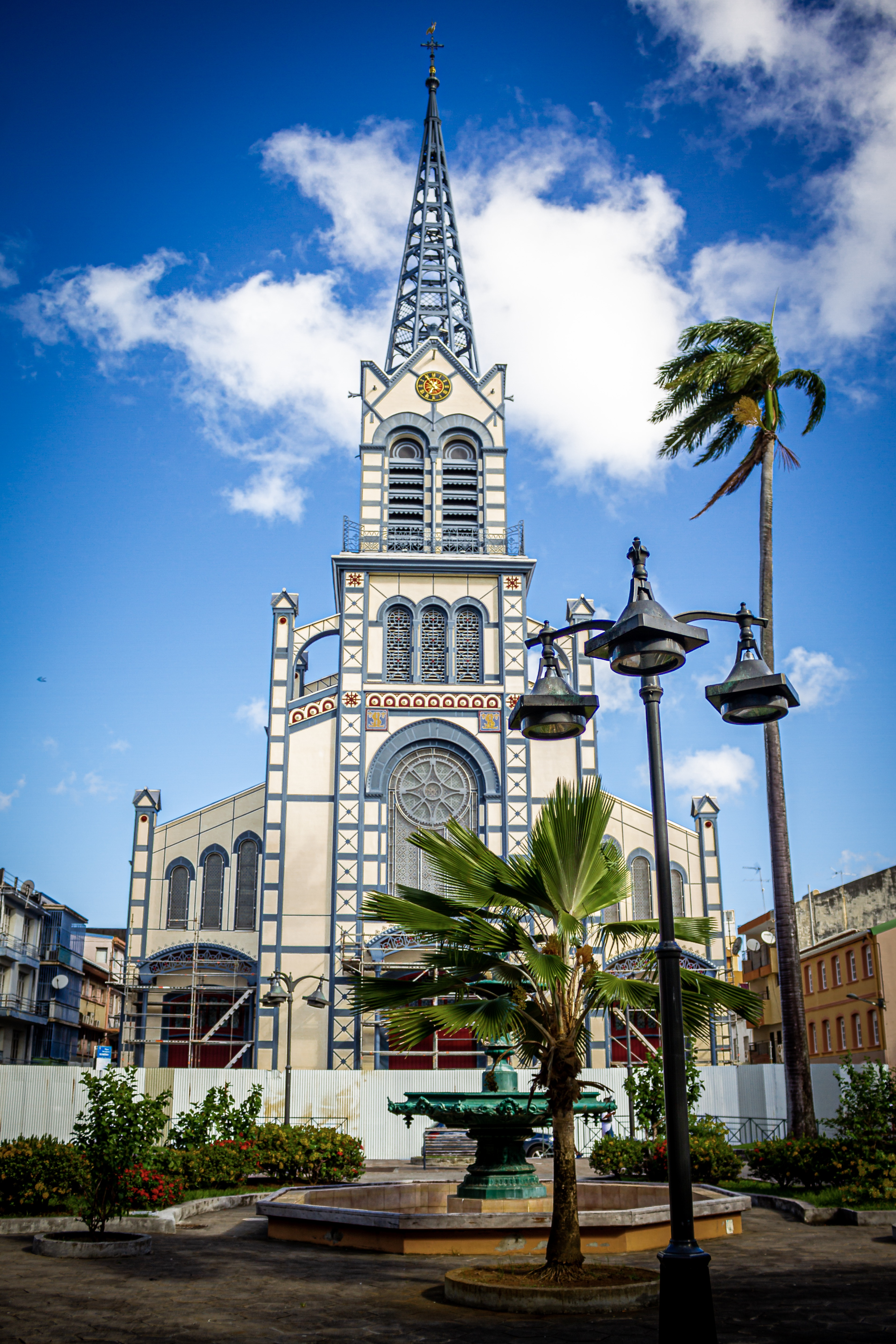
Katedrála sv. Ludvíka

## Památky a turistické cíle

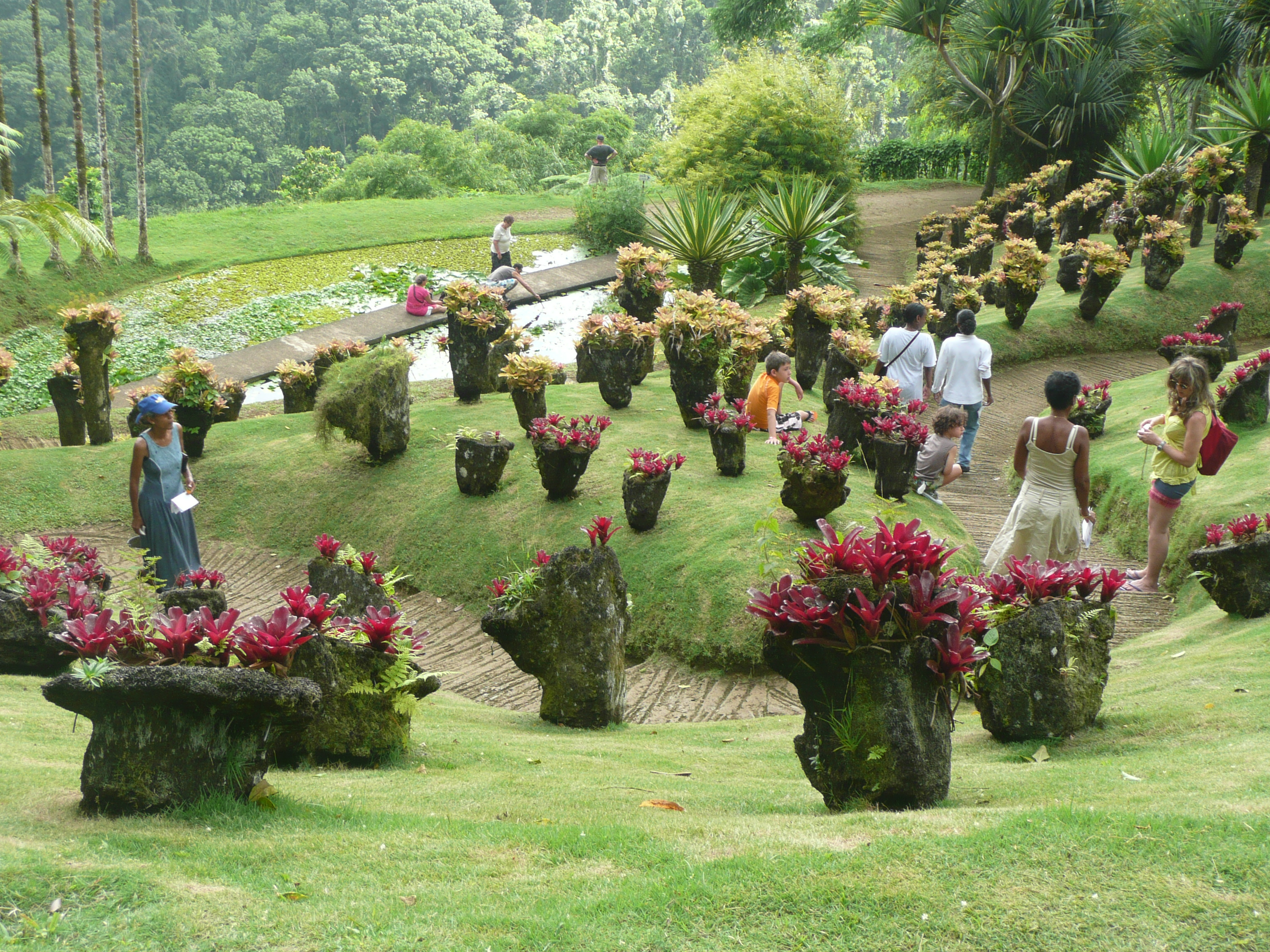
Botanická zahrada de Balata

Město a jeho okolí jsou tradičním centrem turistiky. K hlavním atrakcím kromě jachtingu a vodních sportů patříː
- Pevnost Fort-Saint-Louis - nyní muzeum
- Katedrála sv. Ludvíka - nynější trojlodní stavba nahradila starší kapli z let 1678-1685. V roce 1836 zasáhl budovu požár a v roce 1839 zemětřesení, proto dal architekt César Jolly v letech 1845-1854 vystavět tuto katedrálu, která byla roku 1870 papežem Piem IX. ustanovená za sídlo nové francouzské arcidiecéze, jímž byla až do roku 1967.
- Botanická zahrada de Balata - soukromá zahrada, založená roku 1982 asi 10 km od města; pěstuje se v ní na 3000 druhů tropických rostlin z celého světa

## Kuriozity
- Obyvatelé Fort-de-France si říkají Foyalais (výslovnost Fuajalé).
- Celých padesát šest let (1945–2001) zastával úřad starosty Fort-de-France slavný martinický básník a buditel Aimé Césaire.